# Chrétien de Troyes
Chrétien de Troyes (hacia 1130-hacia 1183) fue un poeta de la corte de Champaña. Se dice que es el primer novelista de Francia y, según algunos, el padre de la novela occidental.
Se desconocen sus propias fuentes de inspiración. Fue uno de los primeros escritores en describir la historia del Grial, y dedicó el romance Perceval a este tema. Al desarrollar las tres grandes ramas de los temas bretones, las impuso no solo en la literatura francesa sino también en la europea durante casi tres siglos, e influyó indirectamente en las obras de siglos posteriores. Se pueden encontrar huellas de su influencia en Shakespeare, Pierre Corneille, Jean Baptiste Racine, en las novelas de caballerías de los siglos XVI y XVII, en Walter Scott, Victor Hugo, Honoré de Balzac, Alejandro Dumas padre, George Sand, Alfred Tennyson, Richard Wagner, Edmond Rostand y muchos otros.

## Biografía
Se conoce muy poco sobre su vida. Se relata que nació en Troyes y estudió lenguas clásicas, incluido el griego. Antes de entrar en una orden monástica, se orientó, gracias a su precoz talento o a algún protector de fortuna, a una carrera como clérigo en la Corte de María de Francia, quien le habría encargado algunas obras, y, más tarde, a la de Felipe de Alsacia, conde de Flandes, a quien está dedicado Perceval o el cuento del Grial.
Fundamentándose en su nombre, Chrétien, algunos creen que era un judío converso, tesis defendida por Philippe Walter. Sus narraciones transparentarían así una inspiración cabalística. Según otros, su inspiración deriva del catarismo. Sea como fuere, sus orígenes, sin duda modestos, permanecen oscuros.
Su fuente de inspiración se encuentra en la tradición celta y en las leyendas bretonas (la llamada matière de Bretagne, en español materia de Bretaña). Pero él confiere a estos materiales una dimensión cristiana nueva, fuertemente impregnada por los cantares de gesta en lengua d'oil de la segunda mitad del siglo XII. El secreto de su arte reside en su capacidad de operar, según sus mismas palabras, la buena conjointure, esto es, la alianza sabiamente dosificada entre la forma y el fondo. Considerado como uno de los primeros autores de libros de caballerías, donde mito y folclore se unen admirablemente para formar narraciones de encuesta, restringe el recurso a los elementos sobrenaturales, que él subordina a la descripción refinada de los sentimientos humanos, e incluso a la denuncia de iniquidades o injusticias sociales.
Es uno de los iniciadores de la literatura cortesana en Francia, aunque rinde cuentas al deseo y la sexualidad, al encuentro de los autores que desarrollaron el género tras su muerte. Cinco de sus novelas han llegado hasta el presente: Érec et Énide, Cligès, Lancelot ou le Chevalier de la charrette, Yvain ou le Chevalier au Lion y Perceval ou le Conte du Graal. Guillaume d'Angleterre, novela que le es a veces atribuida, es de autenticidad dudosa. Lancelot e Yvain aparecen como sus novelas más célebres y complementarias, tanto por su tema como por su factura. Chrétien de Troyes las habría compuesto hacia 1175: en la primera, trata de la oposición moral entre el sentido del honor y la pasión adúltera; en la segunda, de la dificultad de conciliar la aventura caballeresca y el amor conyugal. De forma muy original, las intrigas de estas dos novelas se van entrelazando y el narrador no necesita enviar al lector de una a la otra.
Habiendo inspirado a numerosos poetas en toda Europa, Chrétien de Troyes puede ser considerado como uno de los creadores de la novela medieval, sobre todo por la riqueza de sus obras y por la psicología compleja de sus personajes. Su genialidad e inventiva es notable, y fue el primer autor en escribir sobre el Grial en una novela. Su larga notoriedad en una Europa medieval, donde los clérigos permanecen muy a menudo anónimos, subraya el valor excepcional de su talento y creatividad.
La temática gira alrededor del ciclo bretón o leyenda del Rey Arturo y sus caballeros de la Mesa Redonda. Es muy probable que haya conocido la Historia de los reyes de Britania, de Godofredo de Monmouth, y que la obra le haya servido de fuente de inspiración.

## El estilo de Chrétien
Las obras de Chrétien se caracterizan por una extraordinaria riqueza de versificación. La influencia de la retórica antigua es evidente en sus obras. Chrétien era un artista propenso a la exquisitez y a los remates. La concepción sofisticada e intrincada de sus novelas da la impresión de transparencia. Sus obras poseen un sólido andamiaje lógico interno. El autor entrelaza elementos épicos dados en narración o en diálogo con elementos descriptivos y líricos caracterizados por un humor discreto y una ironía indulgente.
La estructura de la novela suele ser de doble ala, ya sea introduciendo un doble tema o, como en Cligès, dividiéndola en dos partes consecutivas. La acción se desarrolla en tres etapas puntuadas por dos episodios mayores, lo que da un total de cinco fases a la historia. Chrétien acelera y ralentiza hábilmente la acción una vez, captando y liberando la atención del lector, gracias a su hábil distribución de la acción principal, los episodios, las partes narrativas y los diálogos. De él se derivan también dos tipos de construcción de la novela de caballerías: la biográfica -que describe toda la vida del protagonista- y la episódica -en torno a un único acontecimiento de la vida del protagonista.

## El realismo de Chrétien
Chrétien es ante todo un excelente realista, aunque algunos críticos (Erich Auerbach) hablan en este caso de realismo cortesano. El poeta describe fielmente tanto el mundo exterior como el de las vivencias interiores. Pinta el marco de la vida cortesana: castillos, su mobiliario, trajes, armamento, otros fenómenos sociales: costumbres, batallas, asedios, torneos, fiestas, viajes. Dedica mucho espacio a la emancipación de la mujer, provocada por la creciente prosperidad y el desarrollo intelectual de la época. También representa escenas de la vida del pueblo: la rebelión de la burguesía, la explotación de los tejedores, retratos de comerciantes, campesinos, pastores.

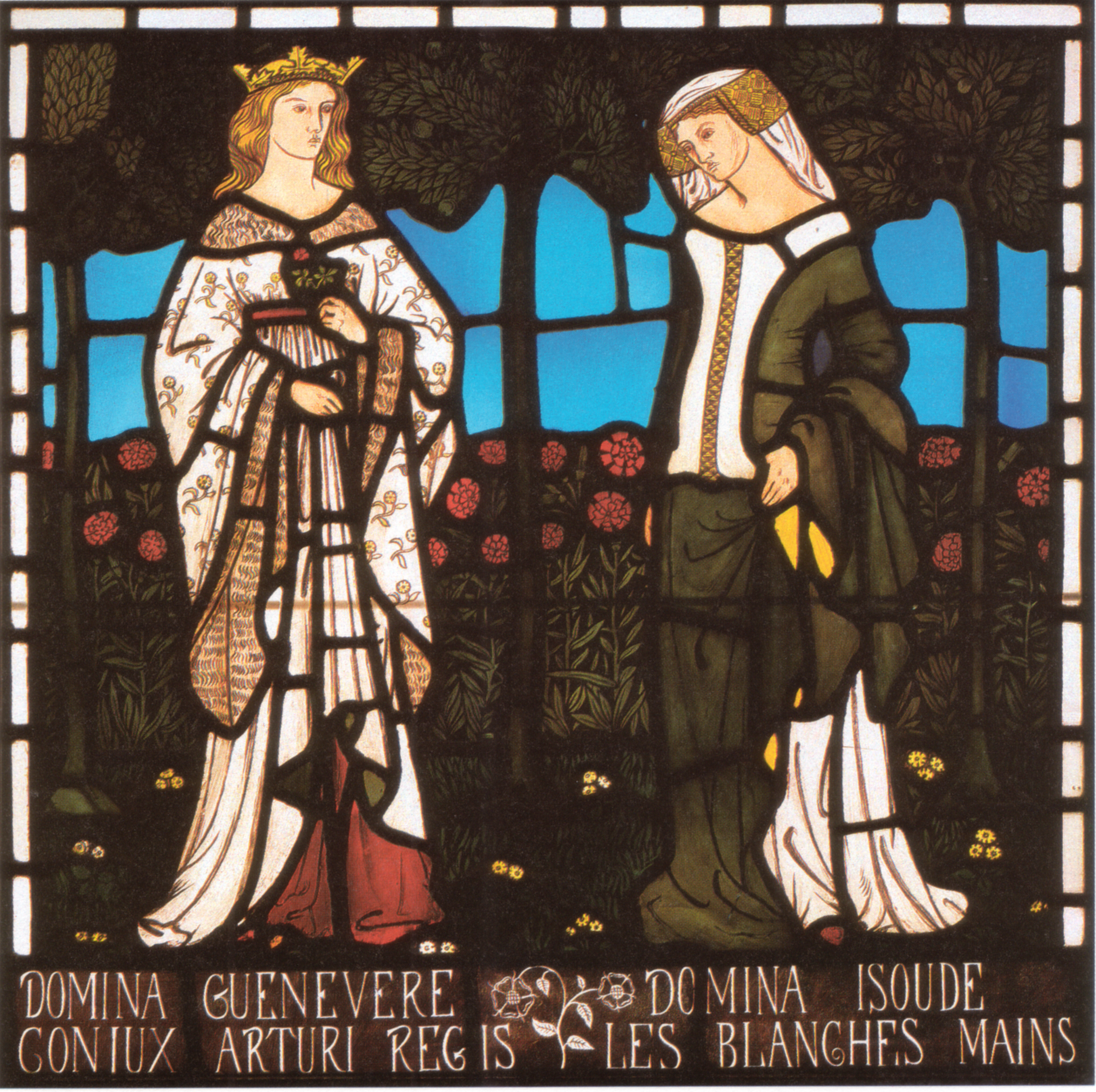
La reina Ginebra e Isolda con las manos blancas (vidriera, diseñada por William Morris, 1862).

Pero, sobre todo, es capaz de retratar sutilmente estados del alma humana, representando a sus personajes de diversas maneras y comentando sus reflejos. Con el renacimiento del romance antiguo, la psique femenina fue analizada en detalle. Chrétien profundiza en su obra este interés por la mujer, haciendo del amor el tema central de sus obras.  Analiza las distintas etapas del amor de una mujer: las semillas subconscientes del afecto, los destellos de su realización, el estallido de los sentimientos o su lenta acumulación, la lucha interior, la incertidumbre, la lucha con la timidez inherente. Yuxtapone los sentimientos a la reacción del entorno: reticente u hostil. Es capaz de representar la ondulación de los sentimientos, así como su desaparición, el choque de dos amores, los celos, la decepción, el desprecio o el odio que los acompañan. La mayor innovación que introdujo es la representación del amor de una mujer felizmente casada, a la que dedicó Erec, Cligès e Iwajn. Sin embargo, también es capaz de pintar los sentimientos de una mujer fiel: el amor fatal de la reina Ginebra encantada por la profundidad del amor de Lancelot. Describe el amor de mujeres poseídas por un deseo desenfrenado: libertinas y tentadoras, pero también mujeres sofocadas por maridos tiranos. El poeta no absuelve a estas últimas, sino que las rodea de comprensión. En sus obras también aparecen mujeres jóvenes de las clases altas que se entregan al amor no por sensualidad, sino por un temerario afán de aventura.  Chrétien condena el amor libre, aunque intenta explicar a las heroínas por su ingenuidad o por la amenaza a su riqueza y libertad por parte de los caballeros que las acosan.
El poeta dedica mucho espacio a los personajes de hombres, especialmente caballeros, distinguidos no solo por sus cualidades físicas: belleza, fuerza, proeza marcial, sino también por cualidades del alma: nobleza, lealtad, bondad, generosidad, modales cortesanos. Sus personajes están llenos de sencillez natural o de alta cultura, como Erek, Perceval, Iwajn, Gawajn, Lancelot. También retrata almas vacías y temerarias: cobardes, traidores, engreídos, hipócritas, codiciosos. Sin embargo, no moraliza; contempla el mundo de sus personajes con cierta alegría superior. Por el curso de la trama, por la sucesión de los acontecimientos, deja que el lector adivine su valoración moral de los personajes.

### Novelas

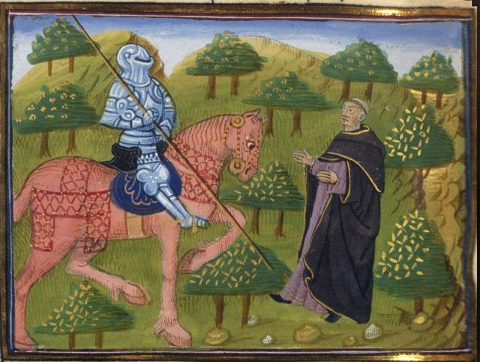
“Gawain y el cura”, ilustración de
Lancelot, el Caballero de la Carreta.
Biblioteca Nacional de Francia